# Smodati
Smodati es una banda milanesa nacida en 1996 de estilo power pop que tiene una fuerte influencia mod, casual y punk, tanto estética como musicalmente.

## Formación
La formación actual de Smodati, que han grabado Ragazza del tempo migliore y Quegli anni, es la siguiente:
- Luca - voz
- Claudio - batería
- Fox - bajo
- Otto - guitarra eléctrica
- Teo - Guitarra eléctrica

## Discografía

### Álbumes
- 1998 - The gentlemen kidz come clean
- 2002 - Questa città è per me

### Singles
- 2008 - Ragazza del tempo migliore
- 2009 - Quegli anni

### Recopilatorios
- 1999 - Kob vs. Mad Butcher
- 1999 - Skanking the scum away
- 1999 - Italia Punk 1999
- 2007 - The young idea: a pop tribute to Squire